# Regiones di Cerere
Segue una lista delle regiones presenti sulla superficie di Cerere. La nomenclatura di Cerere è regolata dall'Unione Astronomica Internazionale; la lista contiene solo formazioni esogeologiche ufficialmente riconosciute da tale istituzione.
Le regiones di Cerere portano i nomi di festività associate all'agricoltura.
Sono tutte state identificate durante la missione della sonda Dawn, l'unica ad avere finora raggiunto Cerere.

## Prospetto
| Regio        | Eponimo                                  | Latitudine | Longitudine | Diametro |
| ------------ | ---------------------------------------- | ---------- | ----------- | -------- |
| Homowo Regio | Homowo - Festa del raccolto presso i Ga. | 19,49° N   | 249,78° E   | 360 km   |